# Hypothekenbesichertes Wertpapier
Ein hypothekenbesichertes Wertpapier (englisch mortgage-backed security, abgekürzt MBS) ist im Finanzwesen eine Gruppe von forderungsbesicherten Wertpapieren, die von einer Zweckgesellschaft emittiert werden und als Anleihedeckung eine Vielzahl von Hypothekendarlehen in einem Pool vereinigen.

## Allgemeines
Hypothekenbesicherte Wertpapiere sind Anleihen, die auf der Verbriefung (englisch securitisation) von Immobilienfinanzierungen beruhen. Immobilienfinanzierungen erfolgen durch Kreditinstitute, wobei als Beleihungsobjekte entweder Wohn- oder Gewerbeimmobilien in Frage kommen. Diese Beleihungsobjekte stellen die Verbindung zum Immobilienmarkt her, so dass bei der Immobilienfinanzierung der Bankenmarkt in einer Interdependenz zum Immobilienmarkt steht. 
Die Bezeichnung als „hypothekenbesichertes Wertpapier“ soll darauf hinweisen, dass die Anleihedeckung aus Hypothekendarlehen besteht, so dass eine „gedeckte Anleihe“ (englisch covered bond) vorliegt.

## Geschichte
Diese Art des verbrieften Finanzinstruments ist nicht neu, denn Hypothekenpfandbriefe gab es bereits im Mittelalter. So verpfändeten in Österreich die Herzöge Albrecht und Leopold ihr Schloss Hainburg im Jahre 1379 an Johann von Lichtenstein, worüber im November 1388 ein Pfandbrief ausgestellt wurde. Eine „Cabinets-Ordre“ Friedrichs des Großen vom 29. August 1769 regelte erstmals die Ausgabe von Pfandbriefen.
Die Verbriefung begann in den USA durch die Hypothekenbank Ginnie Mae, die 1970 einen Teil ihres Kreditportfolios durch Verbriefung in Mortgage Backed Securities (MBS) über die Fannie Mae an Investoren weitergab. 1977 folgte diesem Beispiel die Investmentbank Salomon Brothers, welche die erste private Verbriefung von Hypothekenkrediten der Bank of America durchführte, die keine Zahlungsgarantie von einem Staatsunternehmen (englisch Government-owned enterprise) enthielt.

## Einordnung
Im Rahmen der Verbriefung sind die MBS wie folgt einzuordnen:
| Asset Backed Securities (ABS)             | Unterart |
| ----------------------------------------- | --- |
| Asset Backed Securities im engeren Sinn:  | Autokredite, Bankkredite, Konsumkredite, Kreditkartenforderungen, Leasingforderungen                                                                                   |
| Mortgage Backed Securities (MBS)          | hypothekenbesicherte Wertpapiere: Collateralized Mortgage Obligations (CMO) Commercial Mortgage Backed Securities (CMBS) Residential Mortgage Backed Securities (RMBS) |
| Collateralized Debt Obligations (CDO)     | Collateralized Loan Obligations (CLO) Collateralized Bond Obligations (CBO)                                                                                            |
| Asset Backed Securities im weiteren Sinn: | besichertes Geldmarktpapier (ABCP) |

Sämtliche Asset Backed Securities im engeren Sinn werden auf dem Kapitalmarkt gehandelt, besicherte Geldmarktpapiere sind Handelsobjekt auf dem Geldmarkt.

## Arten
Hypothekenbesicherte Wertpapiere können nach der Art der Beleihungsobjekte unterschieden werden:
- Commercial Mortgage Backed Securities (CMBS) sind durch Gewerbeimmobilien (wie etwa Bürogebäude, Wohnanlagen, Einzelhandelsgeschäfte) besichert.
- Residential Mortgage Backed Securities (RMBS) sind durch Wohnimmobilien (wie etwa Eigentumswohnungen, Einfamilienhäuser) besichert.

Die Eigenschaften der MBS variieren je nach Laufzeit. Während die langfristigen Hypothekendarlehen (5 Jahre Laufzeit oder länger) häufig Festzinsen mit Verbot vorzeitiger Tilgungen aufweisen (der Tilgungsplan ist einzuhalten), gibt es kurzfristige Darlehen (1–4 Jahre) normalerweise mit variablem Zinssatz und erlaubter vorzeitiger Tilgung.

## Ablauf
Eine eigens zu diesem Zweck gegründete Zweckgesellschaft (englisch special purpose vehicle, SPV) erwirbt durch Forderungskauf von einem oder mehreren Originatoren (Kreditinstitute, speziell Hypothekenbanken) Hypothekendarlehen und bringt diese in ein Kreditportfolio (englisch pool) ein. Die Refinanzierung der Zweckgesellschaft erfolgt durch die von ihr emittierten hypothekenbesicherten Wertpapiere, die durch den Pool zu gedeckten Wertpapieren werden. Durch Risikostreuung auf viele Kreditnehmer erfolgt im Pool eine gewisse Risikodiversifizierung, welche die Granularität erhöht und das Klumpenrisiko ermäßigt. Bei anderen Verbriefungsformen (etwa besicherte Geldmarktpapiere) führen auch verschiedene Kreditarten sowie ein Branchenmix zur zusätzlichen Risikodiversifizierung. Die in den Pool eingebrachten Vermögenswerte werden durch Verbriefung (englisch securitisation) in handelbare hypothekenbesicherten Wertpapiere „umverpackt“ (englisch repackaging) und auf dem Kapitalmarkt im außerbörslichen Handel (Sekundärmarkt) veräußert.
Die Ratingagenturen nahmen ein Emissionsrating dieser MBS vor. Dabei bewirkte ein durch die Zweckgesellschaft durchgeführtes Credit Enhancement stets eine Ratingverbesserung, etwa durch Übersicherung (englisch overcollateralisation).

## Bankenaufsicht
Im Bankenaufsichtsrecht der EU-Mitgliedstaaten müssen Ausfallrisiken generell mit Eigenmitteln unterlegt werden. Die Unterlegung kann durch die Verbriefung von Forderungen mit guter Bonität deutlich reduziert werden, weil die Anrechnung mit Eigenmitteln ratingabhängig ist. Diesen Vorgang nennt man auch Regulierungsarbitrage. Die Bankenaufsicht erkennt die Übertragung von Kreditforderungen aus dem Bestand des Originators auf die Zweckgesellschaft oder das Conduit nur dann an, wenn der Risikotransfer tatsächlich durch True-Sale stattfindet (englisch clean break). Das bedeutet, dass der Originator dann nicht mehr dafür haften darf, dass die Forderungen am Fälligkeitstag durch den Schuldner beglichen werden. Zu diesem Zweck muss die Unternehmensstruktur der Zweckgesellschaft nach Art. 4 Abs. 1 Nr. 66 Verordnung (EU) Nr. 575/2013 Kapitaladäquanzverordnung (CRR) darauf ausgelegt sein, die eigenen Verpflichtungen von denen des Originators zu trennen und deren wirtschaftliche Eigentümer die damit verbundenen Rechte uneingeschränkt verpfänden oder veräußern können. Der Originator darf beispielsweise im Rahmen des Credit Enhancements keine Rückkaufvereinbarungen mit der Zweckgesellschaft schließen oder Zahlungsgarantien für den Pool abgeben. Zudem darf sich die Zweckgesellschaft nicht im Konsolidierungskreis des Originators befinden (englisch ringfencing).

## Wirtschaftliche Aspekte
Hypothekenbesicherte Wertpapiere sind ein Risikotransfer, weil der eigentliche Risikoträger (wie etwa eine Hypothekenbank bei Baufinanzierungen) sein Finanzrisiko an einen Anleger übertragt. Dadurch ermöglicht die Hypothekenbank ihre eigene Rekapitalisierung. Im Ergebnis werden daher nicht oder nur schwer handelbare Hypothekenforderungen in handelbare Finanzprodukte umgewandelt. Der Nominalzins der besicherten Wertpapiere richtet sich nach Bonität und Rating/Kreditscoring der zugrunde liegenden Forderungen. 
Die Granularität kann durch eine Vielzahl von Hypothekenkrediten verbessert werden, so dass das Klumpenrisiko durch Risikodiversifizierung vermindert oder eliminiert werden kann. Es verbleibt stets das systematische Risiko, das nicht durch Risikodiversifizierung beseitigt werden kann und bei derartigen Finanzinstrumenten nicht unterschätzt werden darf. MBS werden oft in mehreren Tranchen vermarktet, wobei die obersten Tranchen (englisch senior MBS) gegenüber den übrigen (englisch Mezzanine, englisch junior/equity MBS) bevorrechtigt sind. Die Verteilung der Cashflows aus dem Pool hängt somit von der Rangfolge der MBS-Tranchen ab. Senior-Tranchen werden vor der Mezzanine und diese vor der Equity-Tranche bedient. Verluste werden also zuerst von den Equity-Tranchen getragen. 
Von Medien und Wissenschaftlern werden die Komplexität von MBS-Produkten, die mangelnde Markttransparenz der Produkte, das Versagen der Ratingagenturen bei der korrekten Bewertung dieser Instrumente und die mangelnde Bankenaufsicht der staatlichen Organe für die finanziellen Verwerfungen der Finanzkrise ab 2007 verantwortlich gemacht. Auch die MBS mit einem hohen Ranking bestanden zum großen Teil aus so genannten Subprime-Darlehen, also Hypothekenkrediten an einkommensschwache Kreditnehmer mit variablen Zinsen. Die Originatoren haben also sichere Hypotheken mit hoch risikoreichen vermischt und dann mit einem guten Rating der Ratingagenturen weiterverkauft. Das Versagen der Ratingagenturen wie Moody’s oder Standard & Poor’s in der Bewertung dieser MBS wirft noch heute Fragen auf, zumal sie nicht beachtet hatten, dass die Credit Spreads der MBS-Anleihen deutlich höher waren als ihr Rating signalisierte.
Um Liquiditätsrisiken zu vermindern oder auszuschließen, müssen Banken eine Kreditfazilität (Liquiditätslinie; englisch back-up facility) bereitstellen, was durch Ratingagenturen zur Voraussetzung für ein gutes Emissionsrating gemacht wird.

## Anlegerrisiko
Einige Merkmale der hypothekenbesicherten Anleihen wirken zwar risikomindernd (Granulärität, Ringfencing und Risikostreuung), doch beinhalten die Portfolios ein systematisches Risiko, das etwa aus einem Marktrisiko und/oder Zinsrisiko bestehen kann, das alle im Portfolio vorhandenen Forderungen gemeinsam treffen kann. Bei der Subprime-Krise ab August 2007 gab es in den USA eine Immobilienblase, welche die Mortgage Backed Securities durch eine zunehmende Zahl von Zwangsversteigerungen (englisch foreclosures) traf. Die nachfolgende Finanzkrise ab 2007 hat gezeigt, wie vulnerabel die verheißene – und durch Ratingagenturen bestätigte – Anlegersicherheit tatsächlich sein kann. Die durchweg guten Ratings standen im Gegensatz zum Credit Spread der MBS, der ein höheres Anlagerisiko signalisierte. Ähnlich ist die Situation bei einem Hochzinsniveau, weil viele Kreditnehmer ihre Kreditzinsen nicht mehr bezahlen können und damit das Risiko im Portfolio erhöhen. MBS weisen daher ein sehr hohes Anlagerisiko auf und gehören zur schlechtesten Anlageklasse, was sie nur für risikofreudige Anleger der höchsten Risikoklasse wie institutionelle Anleger attraktiv macht.